# Epukiro (Fluss)
Der Epukiro ist ein Omuramba im zentralen Osten Namibias. An ihm liegt unter anderem die gleichnamige Ansiedlung Epukiro. Er bildet gemeinsam mit dem Eiseb den Eiseb-Graben als Aquifer.

## Geografie
Er entspringt im Wahlkreis Epukiro und mündet in den westlichen Ausläufern des Okavangodeltas. Als Trockenfluss führt er sehr unregelmäßig Wasser.
Sein Einzugsgebiet umfasst eine Fläche von 19.426 Quadratkilometern (Eiseb 10.672 km²), anderen Quellen nach hingegen inklusive des Eiseb maximal 10.665 km².